# Bob Flanagan
Bob Flanagan (26 de diciembre de 1952-4 de enero de 1996) fue un artista, dibujante y escritor estadounidense muy relacionado con los ambientes sadomasoquistas y con la subcultura del BDSM. 

## Biografía
Bob padeció durante muchos años una seria enfermedad, fibrosis quística. La hermana de Bob, Patricia, murió a la edad de 21 años de la misma enfermedad, y otra de sus hermanas falleció de la misma enfermedad en su infancia. 
Su trabajo de arte corporal estuvo muy relacionado con artistas como Chris Burden, Rudolf Schwarzkogler y Carolee Schneemann. Flanagan dirigió una exhibición de sus trabajos, a finales de 1994, en el New Museum of Contemporary Art in SoHo, que estuvo marcado por una gran polémica.
Mortalmente enfermo, consiguió a través del BDSM y del sadomasoquismo dejar fluir su dolor en sus escritos. En su calidad de performer se le pudo ver en el vídeo musical Happiness in Slavery del grupo Nine Inch Nails, donde interpreta el papel de un hombre que se ata a sí mismo a una máquina que lo viola y finalmente lo mata. 
Tuvo un papel de reparto en el video Crush My Soul de Godflesh, en el que se deja suspender cabeza abajo del techo de una catedral, asumiendo la figura de Cristo ante su propia esposa, Sheree Rose. Algunas de sus performance eran fuertemente sadomasoquistas.
Sobre su biografía se realizó la película de temática BDSM SICK: The Life and Death of Bob Flanagan, Supermasochist, dirigida en 1997 por Kirby Dick y que relataba los últimos años de Bob Flanagan.